# Audi A4 (B6) 8E
Audi A4 (B6) – Второе поколение дебютировало в 2000 г. Серийный выпуск начался с 2001 года. Оно базировалось на новой платформе Volkswagen B5. Второе поколение стало выпускаться также в кузове типа кабриолет (Cabriolet). Дизайн был выполнен в стиле второго поколения Audi A6. На этом поколении дебютировала новая коробка передач multitronic. Она дополнила Tiptronic на переднеприводных моделях. Единственной проблемой было то, что её нельзя было устанавливать на автомобили с моментом больше чем 310 Н·М.
Кузов Audi A4 второго поколения стал попросторнее, по сравнению со своим предшественником: по длине на 69 мм (4547 мм), по ширине на 33 мм (1766 мм), а по высоте на 13 мм.
Автомобиль оснастили полным набором средств безопасности. Основу безопасности пассажиров составляют прочная секция салона с определёнными характеристиками деформирования, подушки безопасности водителя и переднего пассажира, а также боковые головные подушки безопасности Sideguard и механизм натяжения ремня для передних сидений. Серийно устанавливается электронная противозаносная система стабилизации курсовой устойчивости, а также усилитель экстренного торможения.
Кузов автомобиля оцинкован полностью, производитель дает 10-летнюю гарантию на отсутствие коррозии. Кузов представляет собой несущую стальную конструкцию со встроенными алюминиевыми компонентами, что значительно снижает вес автомобиля. 
Бензиновые двигатели - рядные четырёхцилиндровые, V-образные шестицилиндровые (восьмицилиндровые на моделях S4) с электронным управлением.
Дизельные двигатели - рядные четырёхцилиндровые, V-образные шестицилиндровые.
Все двигатели Audi A4 с жидкостным охлаждением расположены продольно. Выпускаются модели с передним или полным приводом «Quattro». На полноприводных моделях установлен межосевой дифференциал «Torsen» с автоматической блокировкой.
Ходовая часть из алюминиевого сплава, что в свою очередь обеспечивает высокие динамические характеристики и точность управления автомобилем. В зависимости от комплектации устанавливается полностью синхронизированная 5- или 6-ступенчатая МКПП, либо АТ (Tiptronic с динамической программой переключения DSP или Multitronic с динамической программой регулирования DPR).
Передняя подвеска – независимая, четырёхрычажная. Амортизационные стойки состоящие из цилиндрических винтовых пружин, амортизаторов в виде двойной трубы и верхних опор большого размера. Стабилизатор не участвует в направлении колёс, а через соединительные штанги связан с амортизационными стойками. Балка моста крепится к кузову на резино-металлических опорах.
Подвеска задних колёс оборудована трапецеидальными рычагами. Балка подвески выполнена из стали, трапецеидальные рычаги - из полого алюминиевого профиля. Такая конструкция характеризуется незначительным весом и компактностью. Благодаря этому становится возможным достичь как при переднеприводном варианте, так и при полном приводе (quattro) низкого расположения пола в багажнике и оптимальной ширины грузового отсека.
Все рычажные элементы через резино-металлические опоры соединены шарнирами с эластично установленной балкой подвески, что обеспечивает эффективное гашение вибраций кузова. Подрессоривание задней подвески осуществляется винтовыми пружинами и двумя амортизаторами.
Рулевой механизм – реечный, с зависимым от скорости коэффициентом усиления гидроусилителя (Servotronic). Регулируемая, травмобезопасная рулевая колонка.
Автомобиль оборудован электронной противозаносной системой (стабилизации устойчивости - ESP), объединяющей систему антиблокировки тормозов (ABS), антипробуксовочную систему (ASR), электронную блокировку дифференциала (EDS) и распределитель тормозных усилий (EBV) в единую сеть. Установлен усилитель экстренного торможения (BAS).
Базовая тормозная система – гидравлическая, двухконтурная с диагональным разделением и сдвоенным усилителем. Система антиблокировки тормозов (ABS) с электронным распределением тормозных сил (EBV) с вакуумным усилителем. Тормозные механизмы - дисковые, вентилируемые на передних колёсах.
Для запирания замков применён единый замок с непосредственным или дистанционным управлением. Ближайший срок наступления планового технического обслуживания отображается индикатором на дисплее. Информационная система водителя установлена в качестве стандартного оборудования.
Аэродинамика и применение лёгких материалов способствовали снижению расхода топлива. Благодаря использованию высокопрочной стали и дополнительных защитных элементов, а также разработки больших зон деформации, обеспечивает ещё большую безопасность, чем предыдущая модель.
Всего за время производства было произведено 718219 седанов и 482633 универсала.